# Pallissa de Cal Bensoi
Pallissa de Cal Bensoi és una obra del municipi de Saldes (Berguedà) inclosa en l'Inventari del Patrimoni Arquitectònic de Catalunya.

## Descripció
Es tracta d'una construcció rural. Pallisses, pròpies de l'Alt Berguedà i escampades per tota la zona alta de la comarca, són el prototip de les construccions que acompanyen les masies d'alta muntanya. La façana determina tot l'ambient i la funcionalitat de la construcció: cobertes de teules, a dos vessants i carener perpendicular a la façana. És l'exemple màxim de la combinació de pedra (carrerons irregulars) i la fusta (finestres, bigues, balconades, portes, etc.).
La planta d'aquesta és semi quadrada, o millor dit tendeix cap al quadrat i presenta dos pisos: el superior per emmagatzemar la palla i la planta baixa per a corts i conilleres.

## Història
És un esquema de pallissa molt usual a la comarca. Moltes vegades l'esquema es repeteix en les eixides i les golfes de moltes masies, perquè és una estructura idònia per emmagatzemar grans i palla. Pròpies del s. xviii i xix es repeteixen també al s. XX, construïdes ja amb material moderns.